# Leszek Ossowski

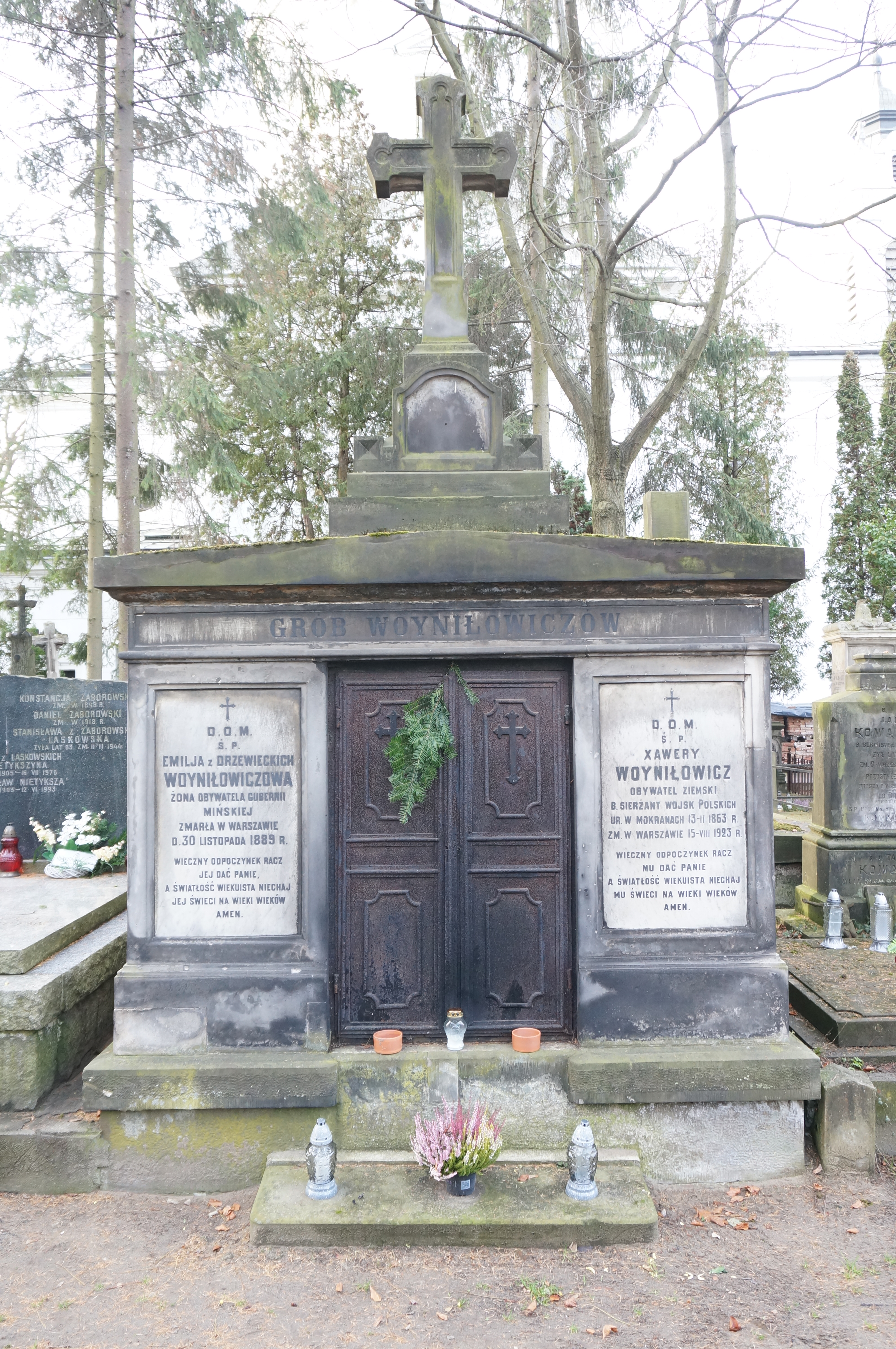
Grób Leszka Ossowskiego na cmentarzu Powązkowskim

Leszek Ossowski herbu Dołęga  (ur. 1 kwietnia 1905 w Warszawie, zm. 10 lutego 1996 w Warszawie) – polski naukowiec, slawista, profesor doktor habilitowany.

## Kariera
Studiował filologię słowiańską na Uniwersytecie Poznańskim, następnie w 1932 uzyskał magisterium i doktorat na Uniwersytecie Jagiellońskim. W latach 1932–1934 przebywał jako stypendysta naukowy w Sofii. W 1934 został lektorem języka białoruskiego na Uniwersytecie Jagiellońskim, następnie w latach 1935–1939 języka bułgarskiego i białoruskiego w Uniwersytecie Jana Kazimierza we Lwowie. Mianowany został docentem w Uniwersytecie im. Iwana Franki we Lwowie 1939–1941 w Katedrze Filologii Słowiańskiej. W czasie okupacji pracował fizycznie i brał udział w tajnym nauczaniu.
W Polskiej Rzeczypospolitej Ludowej rozpoczął pracę od 1 lutego 1945 r. na Uniwersytecie Jagiellońskim i tu się habilitował w zakresie filologii wschodniosłowiańskiej w 1945 r. Od 15 stycznia 1946 r. został powołany na stanowisko profesora nadzwyczajnego i kierownika Katedry Języka Rosyjskiego w Uniwersytecie Wrocławskim. Przez kilka lat pracował też na drugim etacie jako kierownik Katedry Języka Rosyjskiego w Wyższej Szkole Pedagogicznej w Opolu. W latach 1946–1948 był prodziekanem na Wydziale Humanistycznym Uniwersytetu Wrocławskiego. 1 października 1964 został mianowany profesorem zwyczajnym oraz kierownikiem Katedry Filologii Rosyjskiej w Uniwersytecie im. Adama Mickiewicza w Poznaniu, gdzie znóworganizował studia rusycystyczne. 1 października 1975 przeszedł na emeryturę.
Został pochowany na cmentarzu Powązkowskim, kwatera 7 rząd 1 miejsce 10–11.